# Erik Ahlstrand
Erik Ahlstrand, född 14 oktober 2001, är en svensk fotbollsspelare som spelar för St. Pauli i 2. Bundesliga.

## Karriär
Ahlstrands moderklubb är IF Leikin. Han gick som 10–11-åring till Halmstads BK. Inför säsongen 2019 flyttades Ahlstrand upp i A-laget. Han gjorde sin Superettan-debut den 2 april 2019 i en 1–0-vinst över Jönköpings Södra. I december 2019 förlängde Ahlstrand sitt kontrakt med tre år. Han spelade 26 ligamatcher under säsongen 2020, då Halmstads BK blev uppflyttade till Allsvenskan.
I september 2022 förlängde Ahlstrand sitt kontrakt i Halmstads BK fram över säsongen 2024.
I januari 2024 värvades Ahlstrand av 2. Bundesliga-klubben St. Pauli, där han skrev på ett 3,5-årskontrakt.